# Insulina inalável
A insulina inalável é uma forma de tratamento recente, para a diabetes de tipo 1 e tipo 2, onde a insulina é administrada por inalação, após as refeicões.

## História
Foi aprovada pela FDA (Food and Drug Administration), em 27 de janeiro de 2006.
Em junho de 2006, a ANVISA (Agência Nacional da Vigilância Sanitária), aprovou através da resolução 1697 seu uso comercial no Brasil.
No ano de 1999 foi realizado o primeiro teste em um paciente diabético brasileiro, no Hospital Heliópolis, em São Paulo sob a observação do Dr. Freddy Goldberg.

## Considerações gerais
É apresenta da forma de pó, em blisters contendo 1 mg ou 3 mg cada. A paridade entre a dose do primeiro é de 3 insulinas injetáveis e do segundo é de aproximadamente 8.
Utiliza-se através de um inalador apropriado, que libera o pó para ser absorvido oralmente, atingindo os pulmões. É uma insulina de ação rápida, e deve ser usada para controlar os picos hiperglicêmicos que ocorrem após as refeições (glicemia pós-prandial).

## Vantagens
- Menor agressão ao paciente.
- Ação mais rápida.
- Uso concomitante com insulina injetável.

## Desvantagens
- Custo elevado.
- Não pode ser usado em fumantes.
- Gravidez.
- Asma moderada.
- Dificuldade no controle da dose, quando o paciente necessitar de pequenas quantidades para o controle de sua glicemia.
- Uso somente em adultos.

## Nomes comerciais
- Exubera